# 東北朝鮮初中級学校
東北朝鮮初中級学校（とうほくちょうせんしょちゅうきゅうがっこう、도호꾸조선초중급학교）は、学校法人宮城朝鮮学園が運営する宮城県仙台市太白区にある朝鮮学校である。東北地方で唯一高級部を有していたが、2009年に高級部のみ休校した。
日本の小中学校に相当する教育を行っている各種学校（非一条校）である。

## 概要
- 東北地方各地から通学する生徒のための寄宿舎あり

## 沿革
- 1965年 - 初中級学校として開校
- 1970年 - 高級部を設置
- 2009年 - 高級部が休校

## 学科
- （高級部…2009年に休校）
- 中級部
- 初級部

## 出身者
- 高山樹延 - プロボクサー
- 金漢一 - 朝日新聞社員
- 呉世宗 - 琉球大学　 法文学部　国際言語文化学科 准教授[1]

## 生徒数
- 2015年4月の時点で18人[2]
- 2023年11月の時点で13人[3]

## 所在地
- 〒982-0837 仙台市太白区長町越路19-558

学校の300mほど東に八木山動物公園がある。

## その他
在校生だった朝日新聞の金漢一記者は、1970年代には在校生らが仙台市の繁華街において暴力行為やカツアゲなどの「日本人狩り」を頻繁に行っており、警察からの摘発を逃れるために民族差別を理由にしていたことを回想している。

## リンク
- 東北ハッキョ - 公式サイト
- 東北朝鮮初中級学校 （日本語） (Archive)

座標: 北緯38度14分39.8秒 東経140度50分14.1秒 / 北緯38.244389度 東経140.837250度